# Ausläufer-Fetthenne
Die Ausläufer-Fetthenne (Sedum sarmentosum), auch Kriechtrieb-Fetthenne oder Kriechender Mauerpfeffer genannt, ist eine Pflanzenart aus der Gattung der Fetthennen (Sedum) in der Familie der Dickblattgewächse (Crassulaceae). Der in Deutschland lokal eingebürgerte Neophyt stammt ursprünglich aus Ostasien.

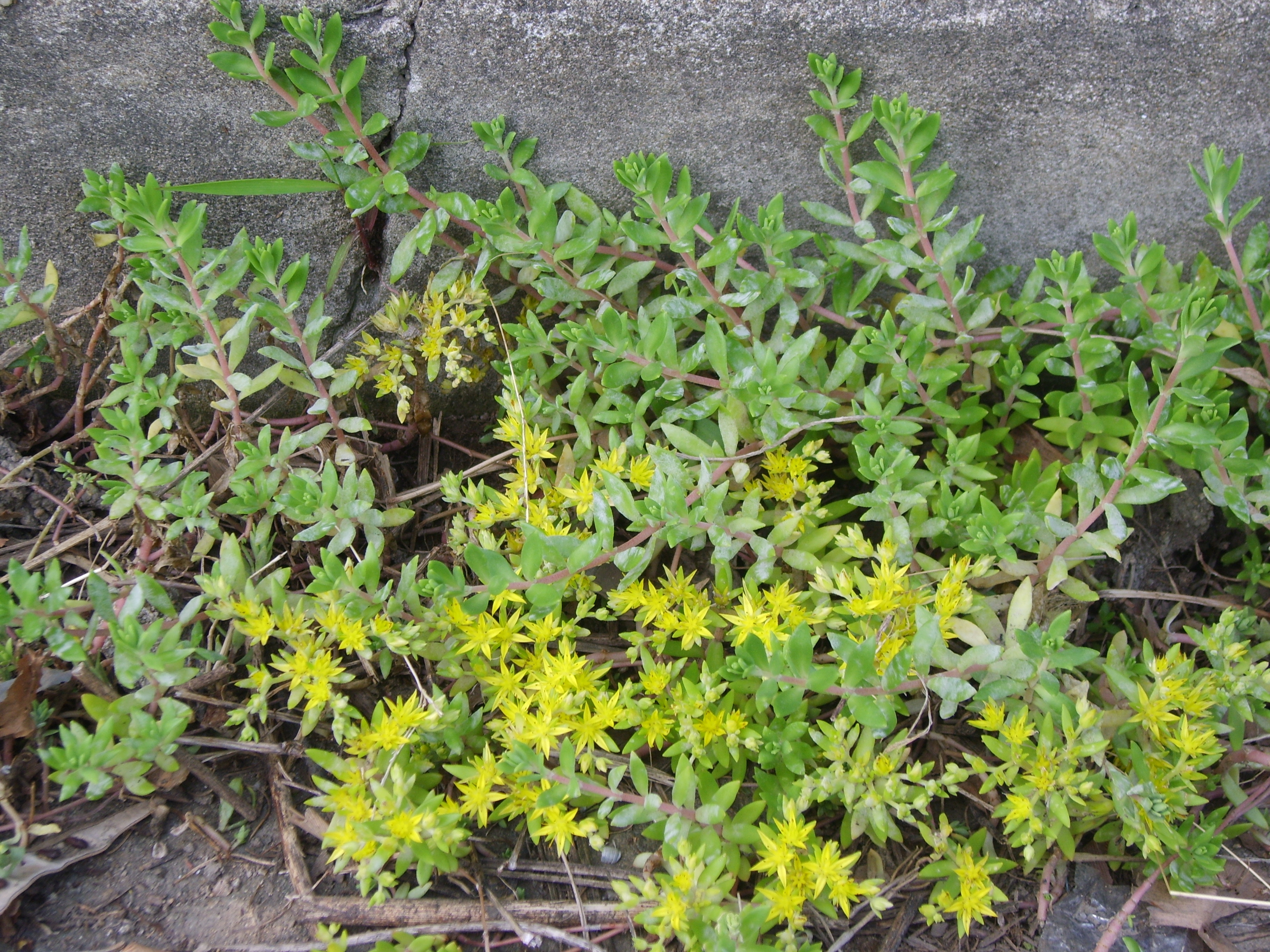
Habitus

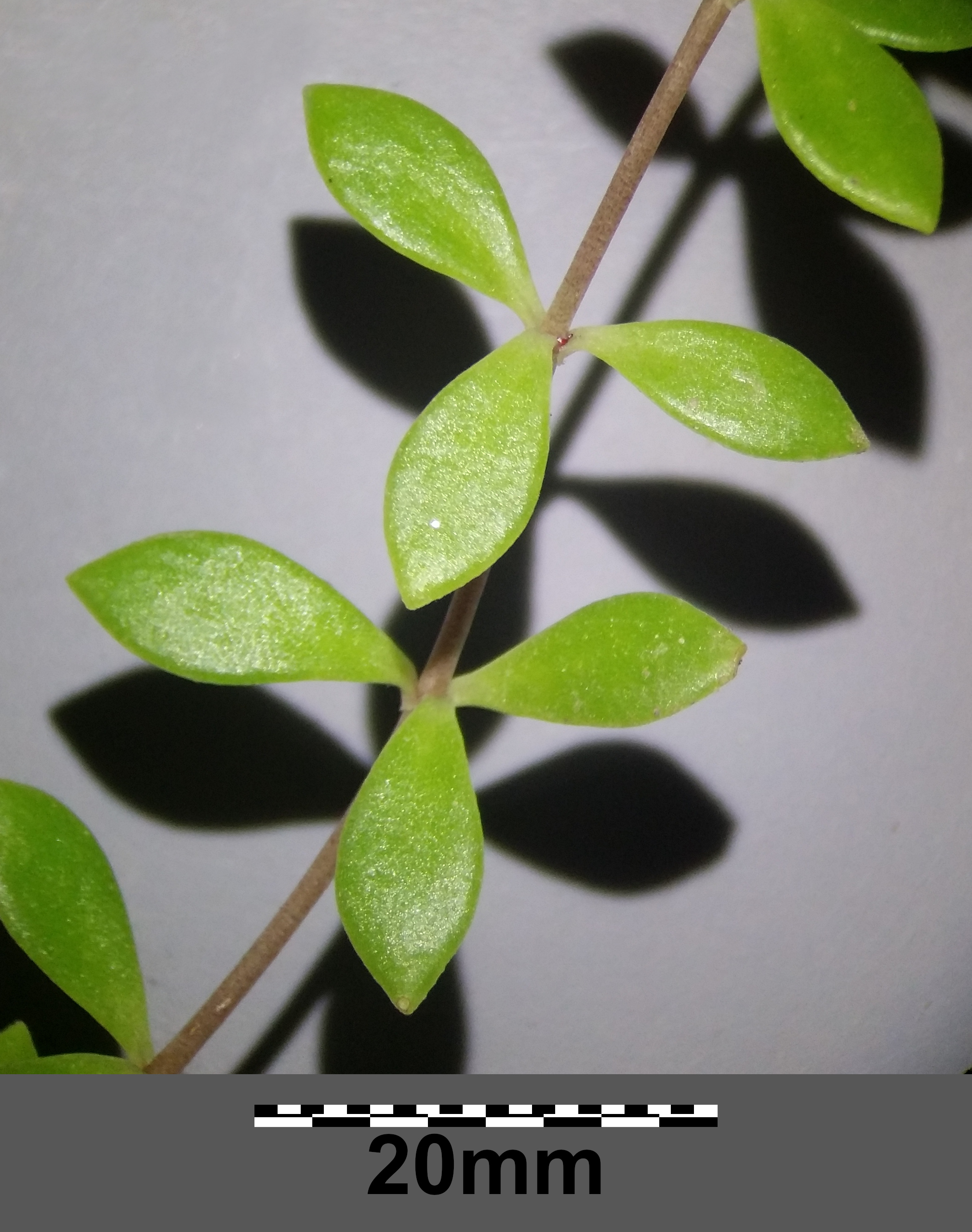
Blattquirl

## Beschreibung
Die Ausläufer-Fetthenne ist eine immergrüne, ausdauernde krautige Pflanze, die Wuchshöhen von 3 bis 15 Zentimeter erreicht. Die oberirdischen, niederliegenden, kahlen Ausläufer werden bis zu 25 Zentimeter lang. Die zu dritt in Wirteln angeordneten Laubblätter sind hell gelblichgrün, lanzettlich, ganzrandig, 1,3 bis 2,5 Zentimeter lang und 0,4 bis 0,6 Zentimeter breit.
Die verzweigten, wenigblütigen Blütenstände weisen einen Durchmesser von  5 bis 6 cm auf. Die ungestielten, zwittrigen Blüten sind radiärsymmetrisch und fünfzählig. Die fünf Kelchblätter sind 3,5 bis 5 mm lang. Die fünf gelben Kronblätter sind spitz, 5 bis 8 mm lang und damit ungefähr doppelt so lang wie die Kelchblätter. Es sind zwei Kreise mit je fünf Staubblätter vorhanden, die kürzer als die Kronblätter sind. Die freien Fruchtblätter sind 5 bis 6 mm lang. Die Blütezeit reicht von Mai bis August.
Die Balgfrüchte reifen ab August. Die eiförmigen Samen sind etwa 0,5 mm groß.
Die Chromosomenzahl beträgt 2n = 58.

## Vorkommen
Das Areal der Ausläufer-Fetthenne umfasst ursprünglich Nord- und Zentral-China, Korea, Japan und Nord-Thailand. Hier kommt diese Art an schattigen Orten wie Felsen, Bachgeröll und Mauern vor unterhalb von Höhenlagen von 1600 Meter.
Sie kommt in Nordamerika, Spanien, Deutschland, Belgien, den Niederlanden, Italien, in der Schweiz, in Österreich, Tschechien, Polen, im früheren Jugoslawien, Bulgarien und Rumänien eingeschleppt vor. In Rheinland-Pfalz gilt sie als eingebürgert.
Die ökologischen Zeigerwerte nach Landolt et al. 2010 sind in der Schweiz: Feuchtezahl F = 2w+ (mäßig trocken aber stark wechselnd), Lichtzahl L = 4 (hell), Reaktionszahl R = 3 (schwach sauer bis neutral), Temperaturzahl T = 5 (sehr warm-kollin), Nährstoffzahl N = 3 (mäßig nährstoffarm bis mäßig nährstoffreich), Kontinentalitätszahl K = 2 (subozeanisch).

## Nutzung
Die Ausläufer-Fetthenne wird selten als Zierpflanze, zum Beispiel als Bodendecker in Steingärten und Alpinenhäusern genutzt. Sie ist seit spätestens 1835 in Kultur.
Diese Art wird medizinisch genutzt und manchmal als Gemüse gegessen.

## Taxonomie
Die Ausläufer-Fetthenne wurde 1835 von Alexander von Bunge in Mém. Acad. Imp. Sci. St.-Pétersbourg Divers Savans 2: 104, 1835 erstbeschrieben. Sie hat die Synonyme: Sedum angustifolium B.Hu & X.L.Huang; Sedum kouyangense H.Léveillé & Vaniot, Sedum sarmentosum f. majus Diels, Sedum sheareri S.Moore.

## Belege
1. ↑  Sedum sarmentosum bei Tropicos.org. In: IPCN Chromosome Reports. Missouri Botanical Garden, St. Louis
2. ↑  Datenblatt Sedum sarmentosum bei POWO = Plants of the World Online von Board of Trustees of the Royal Botanic Gardens, Kew: Kew Science.
3. 1 2  Michael Koltzenburg: Sedum. In: Schmeil-Fitschen: Die Flora Deutschlands und angrenzender Länder. 98. Auflage. Verlag Quelle & Meyer, Wiebelsheim 2024. ISBN 978-3-494-01943-7. S. 362.
4. ↑  
Sedum sarmentosum Bunge In: Info Flora, dem nationalen Daten- und Informationszentrum der Schweizer Flora. Abgerufen am 18. Mai 2022.
5. ↑   Karol Marhold, 2011: Crassulaceae:
Datenblatt Sedum sarmentosum In: Euro+Med Plantbase - the information resource for Euro-Mediterranean plant diversity.